# Stazione di Borgo Val di Taro
La stazione di Borgo Val di Taro è una stazione posta lungo la ferrovia Pontremolese, a servizio del comune di Borgo Val di Taro, in provincia di Parma.

## Storia

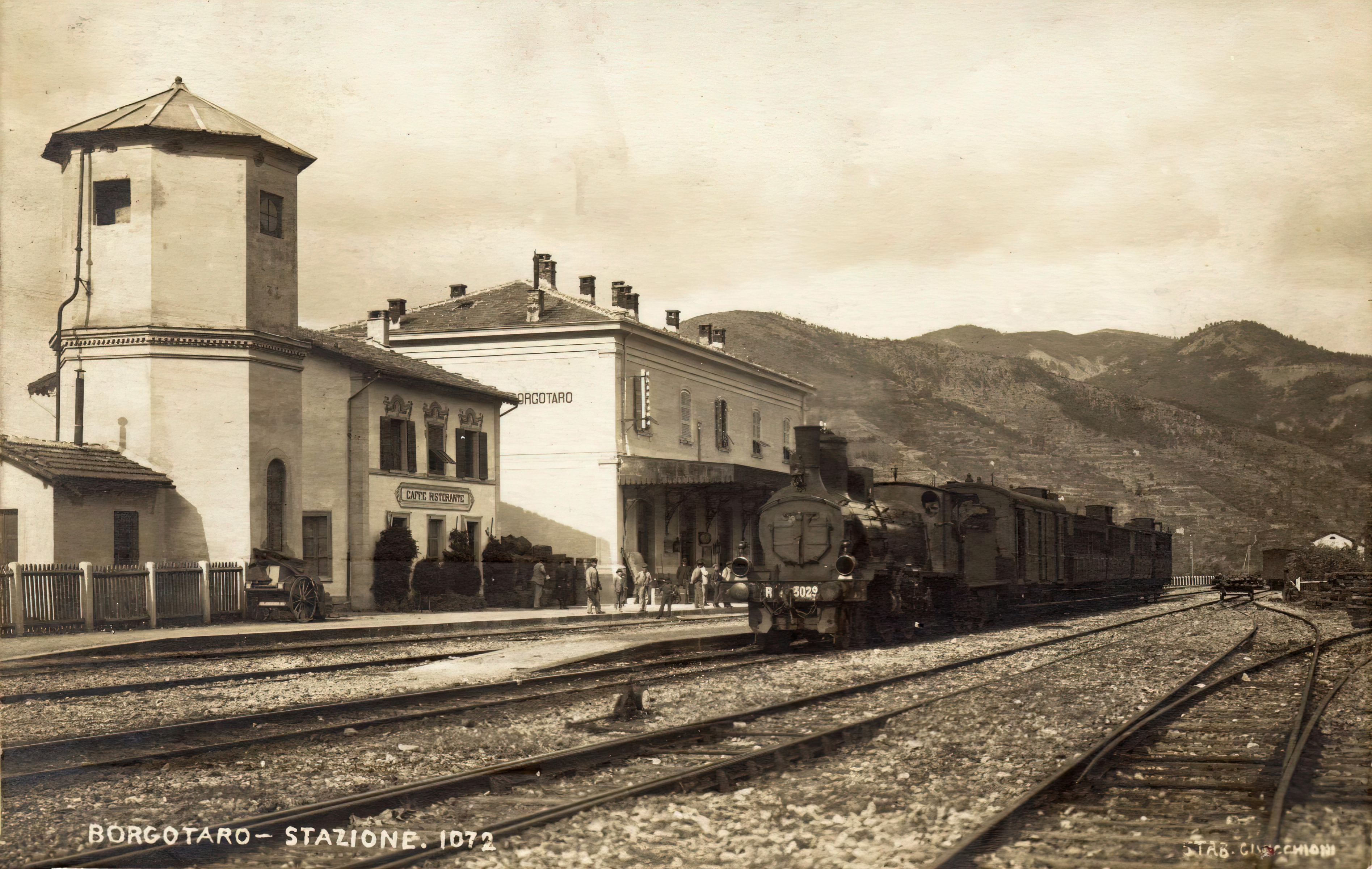
Il piazzale interno della stazione in una cartolina d'epoca

La stazione, in origine denominata "Borgotaro", venne costruita nel settembre del 1882 a seguito di una gara d'appalto ed entrò in servizio il 15 maggio 1893 in concomitanza con l'attivazione del tronco da Berceto della ferrovia Pontremolese; il giorno 1 agosto dell'anno successivo venne attivata anche la tratta successiva fino a Pontremoli, comprendente la galleria del Borgallo, a completamento della linea.
Nel 1939 assunse la definitiva denominazione di "Borgo Val di Taro".

## Strutture e impianti
Il fabbricato viaggiatori si compone di due livelli ma soltanto il piano terra è aperto al pubblico. Le porte di entrata della stazione sono protette da una piccola pensilina in ferro.
Accanto al fabbricato viaggiatori si trovano alcuni edifici che ospitano il bar e gli uffici tecnici di Rete Ferroviaria Italiana. È inoltre presente una torre dell'acqua, collegata alla colonna idrica sul piano binari. Quest'ultima, tuttavia, non è più in funzione.

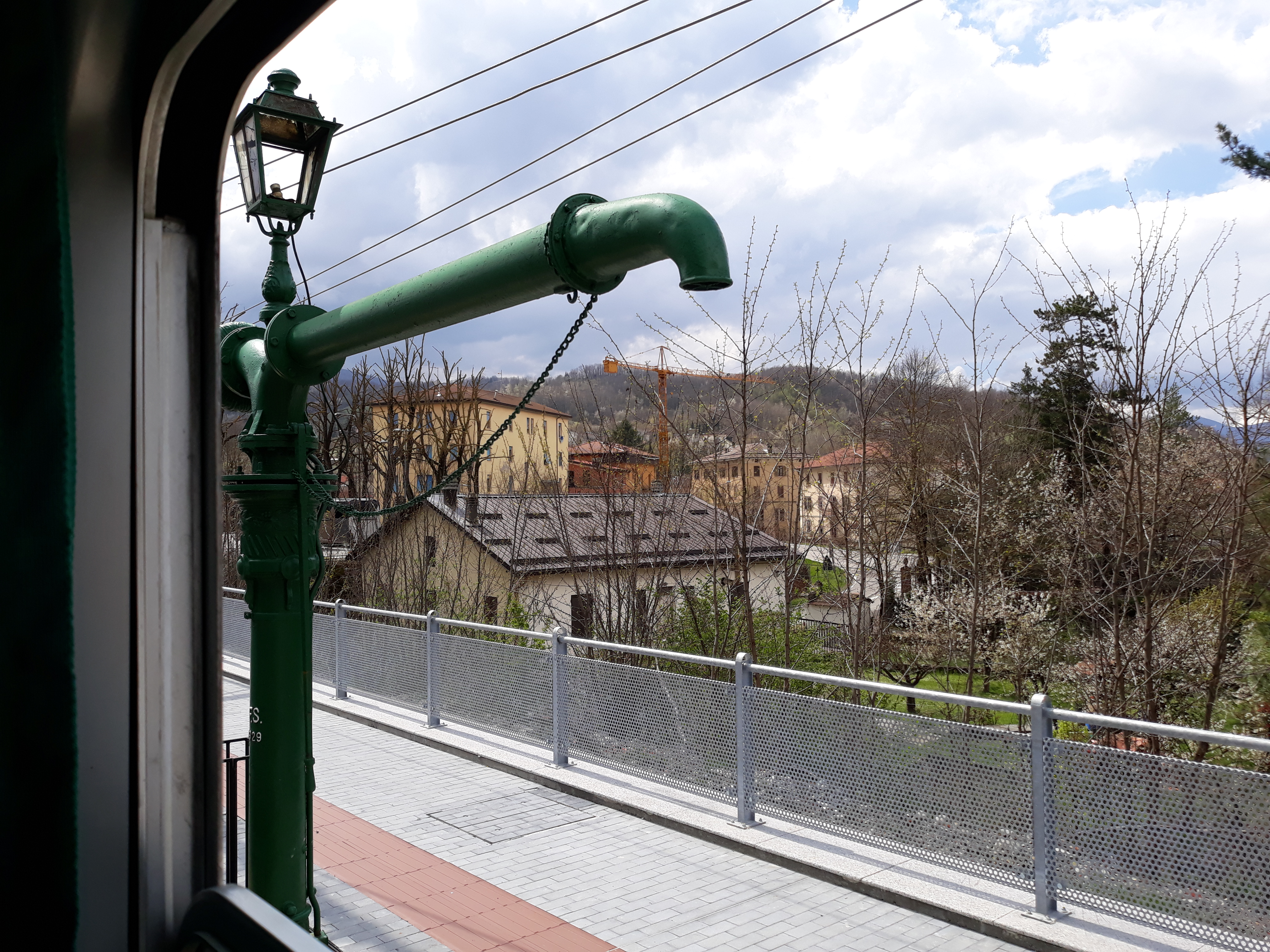
La colonna idrica presso il 1º binario, non più in uso

La stazione disponeva di uno scalo merci con annesso magazzino: nel 2001 lo scalo è stato smantellato mentre il magazzino è stato convertito a deposito; l'architettura del magazzino è molto simile a quella di edifici analoghi presenti in altre stazioni ferroviarie italiane.
Il piazzale è composto da quattro binari, tutti dotati di banchina, riparati da una pensilina e collegati fra loro da un sottopassaggio.
Normalmente il binario 2 è utilizzato dai treni che viaggiano in direzione Parma mentre il binario 3 è impiegato dai convogli viaggianti in direzione La Spezia. I restanti binari sono adibiti allo stazionamento di materiale rotabile oppure ai convogli aventi come origine la stazione stessa.

## Movimento

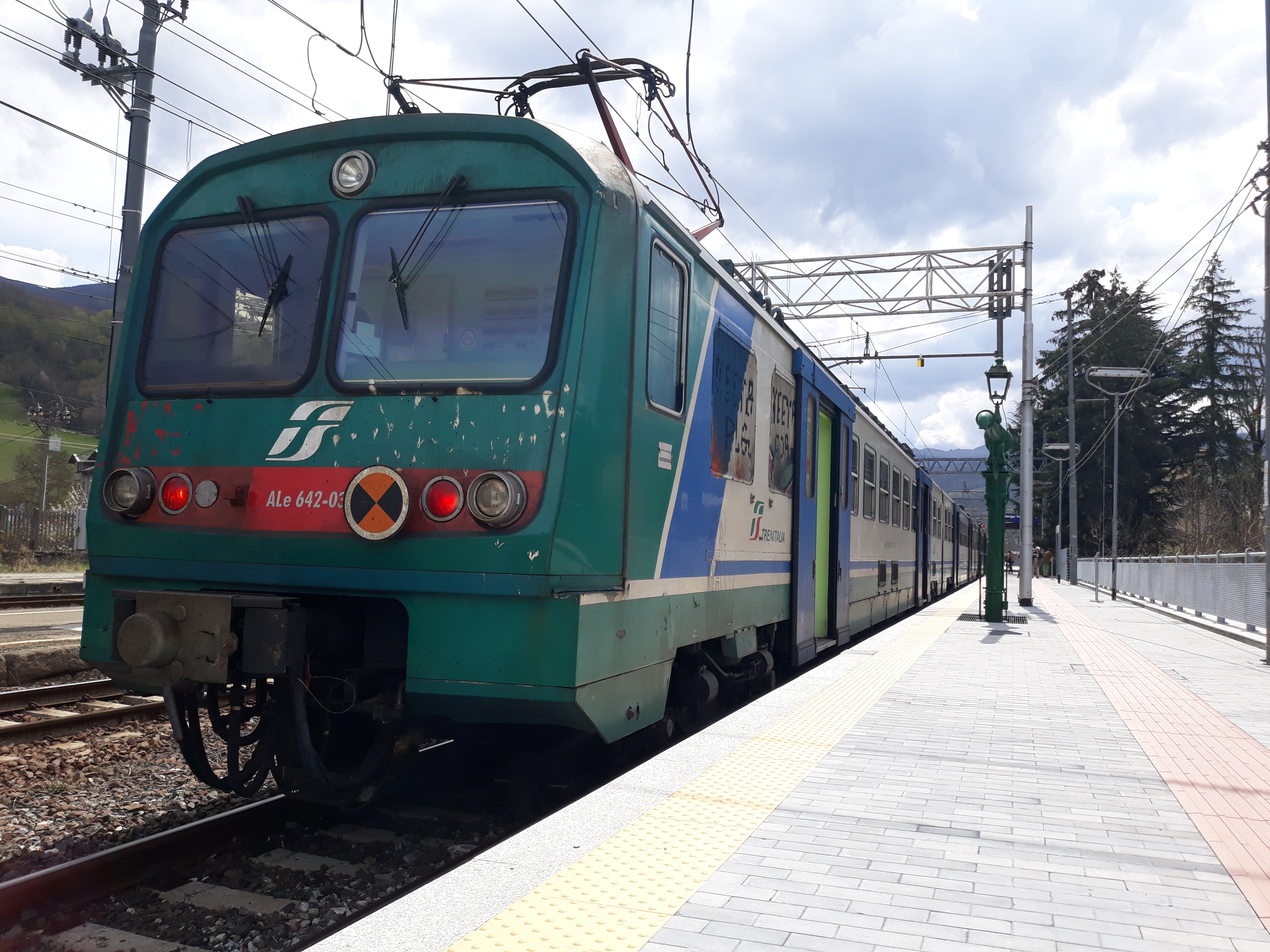
Un complesso di elettromotrici ALe 642 in sosta al binario 1 della stazione nell'aprile 2019

La stazione è servita da treni svolti da Trenitalia Tper e da Trenitalia, per un totale di circa 107 treni di tipo regionale. A novembre 2019, la stazione risultava frequentata da un traffico giornaliero medio di circa 1056 persone (473 saliti + 583 discesi).

## Servizi
La stazione, gestita e classificata da RFI nella categoria silver, offre i seguenti servizi:
- Biglietteria automatica
- Sala d'attesa
- Bar

In passato era attiva anche la biglietteria a sportello, in seguito chiusa.

## Interscambi
Nel piazzale antistante il fabbricato viaggiatori trovano posto un piccolo parcheggio di interscambio ed un cartello indicante i recapiti telefonici del servizio taxi.
È inoltre presente una fermata autobus delle autolines TEP.
Poco lontano dalla stazione, in direzione La Spezia, è presente un ampio parcheggio che va ad aggiungersi a quello di interscambio antistante il fabbricato viaggiatori.
- Stazione taxi
- Fermata autobus